# Полховський Кирило Юрійович
Кирило Юрійович Полховський (біл. Кірыл Юр’евіч Палхоўскі; нар. 9 січня 2002) — білоруський футболіст, нападник клубу «Динамо-Берестя», який виступає за фарм-клуб берестейчан, «Динамо-Берестя-1960» (Малорита).

## Клубна кар'єра
Вихванець пінської СДЮШОР-3, на юнацькому рівні виступав за солігорський «Шахтар», а в березні 2018 року перейшов до молодіжної академії берестейського «Динамо». З початку 2019 року почав виступати за дублюючий складі «динамівців», а незабаром після цього долучився до першої команди. Дебютував у Вищій лізі 29 червня 2019 року в поєдинку проти «Іслочі» (5:1), вийшовши на заміну в кінцівці матчу.
Сезон 2020 розпочав у складі дубля «Динамо», а в квітні приєднався до клубу «Динамо-Берестя-1960» з Другої ліги.

## Досягнення
«Динамо-Берестя»
- Білоруська футбольна вища ліга
  -  Чемпіон (1): 2019

## Статистика виступів
| Сезон | Дивізіон | Клуб             | Країна   | Матчі | Голи |
| ----- | -------- | ---------------- | -------- | ----- | ---- |
| 2019  | Д1       | «Динамо-Берестя» | Білорусь | 2     | 0    |